# Plan Man
《Plan Man》（韓語：플랜맨）是一部2014年上映的韓國電影，由成時翕執導，鄭在詠、韓志旼主演，描寫分秒按照計劃生活的男人遇上計劃以外的女人的故事。中国电影《温暖的抱抱》翻拍自本片。

## 劇情介紹
圖書館管理員韓正錫每天依照周密計劃生活，他患有強迫型人格障礙和潔癖，會無法克制地糾正自己認為不對勁的地方。正錫喜歡當地便利商店的收銀員李智媛，因為智媛表現出對秩序和整潔的重視。然而在正錫向她告白時，計畫失敗了，他遇到在收銀台值班的劉素晶，素晶是位行事自由奔放的吉他手，她偶然間看到正錫的筆記本，便將裡面的內容改編為歌曲〈計畫男〉，正錫對此感到非常生氣，不過經由素晶的牽線，他總算是向智媛表達了自己的心意。正錫以為性格相近的兩人可以順利交往，智媛卻早已厭倦這種強迫症狀，並正在接受治療。為了得到智媛的芳心，正錫開始接受精神治療、參加心理疾病患者組成的互助會，試圖打破舒適圈，同時在素晶的慫恿之下，正錫與素晶一起組成樂隊，並參加比賽。
素晶將自己和前男友的戀情改編成歌曲〈有婦之夫〉，並在賽事中演唱。她的前男友是三位比賽評審之一，因為隱瞞有婦之夫的身分而被素晶分手，雖然他投了淘汰票，但由於歌曲具新鮮感、正錫的鋼琴技巧出色，兩人還是通過初賽。此事登上新聞後，正錫被發現原來曾經是年僅八歲就有220智商、具有超凡記憶力的神童。但現在他極度不願出名，因此無意參加複賽。素晶的前男友對素晶的行為很不滿，在便利商店出言羞辱她，正錫挺身替她說話，並表示會參加複賽。
互助會將舉辦成果發表會，要求參加者帶著見證自己轉變的人來參加互助會。正錫把邀請函交給智媛，並藉機和智媛約會，但他在約會時一直提到素晶，智媛便把邀請函還給正錫，並希望他能邀請真正幫助他改變的人，之後智媛拒絕了和他的約會。正錫並未理解智媛的意思，但他把邀請函交給素晶。在複賽開始時，素晶的前男友當眾羞辱素晶，聲稱是她有錯在先，並對曾被稱為天才、如今卻是圖書館員的正錫嘲弄一番，正錫憤而與他扭打，比賽也不了了之。
在成果發表會上，正錫坦白了當年的真相。原來正錫雖然資質不錯，但他的記憶能力有部分是電視台假造的。因為他不想按照母親的計劃隻身到美國發展，便在電視直播中拒絕配合造假，這導致他母親被輿論稱為騙子，並在躲避媒體時墜樓身亡，而此事件也導致他的強迫型人格障礙。
之後，正錫向素晶告白，素晶給了正錫一個吻，讓他激動地倒地不起。在故事最後，兩人一起在夜店演唱歌曲〈計畫男〉。

## 演員陣容
- 鄭在詠 飾演 韓正錫
- 韓志旼 飾演 劉素晶
- 張光 飾演 具尚允
- 金智英 飾演 精神科醫師
- 車藝蓮 飾演 李智媛
- 崔元英 飾演 姜炳秀
- 朱鎮模 飾演 洗衣店老闆
- 朴真珠 飾演 銀河
- 成秉淑 飾演 美英
- 河在淑 飾演 做任何事都覺得很煩惱的無助女
- 李寒娜 飾演 雨衣少女
- 權賢尚 飾演 過去和素晶一起組樂隊的男生
- 崔秉默 飾演 審查委員

## 外部連結
- DAUM電影（页面存档备份，存于）
- Plan Man韓國官方網站